# Noah and the Whale
Noah and the Whale – angielski zespół folkowy, założony w 2006 roku, w londyńskiej dzielnicy Twickenham. Grupę tworzą: Charlie Fink (śpiew, gitara), Tom Hobden (skrzypce, instrumenty klawiszowe), Matt Owens (gitara basowa), Fred Abbott (gitara, instrumenty klawiszowe) oraz Michael Petulla (perkusja).
11 sierpnia 2008 roku ukazał się ich pierwszy album zatytułowany Peaceful, the World Lays Me Down. Rok później grupa wydała kolejny album, pt. The First Days of Spring, stając się coraz bardziej popularna.  Last Night on Earth to tytuł kolejnej ich płyty, która miała premierę 7 marca 2011 roku i została wydana przez wytwórnię Mercury Records. Ostatnia ich płyta – Heart of Nowhere – ukazała się  6 maja 2013 roku, w towarzystwie krótkiego filmu promującego.
Zespół ogłosił zakończenie działalności 1 kwietnia 2015 roku.

## Dyskografia
- Peaceful, the World Lays Me Down (2008)
- The First Days of Spring (2009)
- Last Night on Earth (2011)
- Heart of Nowhere (2013)